# 6 v. Chr.
Portal Geschichte | Portal Biografien | Aktuelle Ereignisse | Jahreskalender | Tagesartikel

◄ |
2. Jahrhundert v. Chr. |
1. Jahrhundert v. Chr. |
1. Jahrhundert |
►

◄ | 20er v. Chr. | 10er v. Chr. | 0er v. Chr. | 0er |
10er |
►

◄◄ | ◄ | 9 v. Chr. | 8 v. Chr. | 7 v. Chr. | 6 v. Chr. |
5 v. Chr. |
4 v. Chr. |
3 v. Chr. |
► |
►►
Staatsoberhäupter

## Ereignisse

### Politik und Weltgeschehen
- Gaius Antistius Vetus wird an der Seite des Augustus ganzjähriger Konsul im Römischen Reich.

- Herodes geht mit Härte gegen Pharisäer vor, die verkündet haben, dass mit der Geburt des Messias das Ende seiner Herrschaft bevorstehe.

### Katastrophen und Gesellschaft
- Römische Stadtbrände: In Rom ereignet sich ein Großbrand, der Augustus veranlasst, die Feuerwehr neu und umfangreicher zu organisieren.

## Gestorben
- Liu Xiang, chinesischer Schriftsteller (* 77 v. Chr.)

- um 6 v. Chr.: Ban Jieyu, chinesische Dichterin (* um 48 v. Chr.)